# 1939 en photographie
| Années de la photographie : 1936 - 1937 - 1938 - 1939 - 1940 - 1941 - 1942    |
| Décennies de la photographie : 1900 - 1910 - 1920 - 1930 - 1940 - 1950 - 1960 |

Cet article présente les faits marquants de l'année 1939 en photographie.

## Événements
- janvier : la Société française de photographie organise à Paris des festivités autour du Centenaire de l'invention officielle de la photographie, dans les locaux de l'université de la Sorbonne. Paul Valéry prononce le Discours du centenaire de la photographie[1].

- mars : l'antenne parisienne de la librairie britannique Maggs Bros. publie le premier catalogue de vente qui donne des notices précises et des prix pour des photographies anciennes et historiques : Manuscrits, miniatures et beaux livres du XIVe au XIXe siècle. Les débuts de la photographie : catalogue n °14, Paris et Londres, Maggs Bros., 1939, 110 p.-LXI p. de planches[2].

- juillet : le photographe hongrois Robert Capa, installé à Paris depuis 1934, suit le Tour de France ; en octobre, il doit émigrer à New York avec un passeport d'apatride.

- septembre : Marthe Nadar succède à son père Paul Nadar à la tête de l'atelier photographique Nadar et le dirige jusqu'à sa mort en 1948.

- automne : l'agence photographique française Alliance-Photo suspend ses activités à Paris et se replie à Lyon ; une des fondatrices, la photographe Maria Eisner, de nationalité allemande et juive, est internée dans le camp de Gurs avant de fuir l’Europe pour se réfugier aux États-Unis[3].

- Les photographes japonais Tsugio Tajima, Minoru Sakata, Kansuke Yamamoto, Shimozato Yoshio et Yamanaka Chiruu forment le groupe Nagoya Photo Avant-Garde.

- La compagnie américaine Kodak acquiert auprès de la veuve de Gabriel Cromer, mort en 1934, l'importante collection de photographies constituée par ce photographe et collectionneur français (Cromer souhaitait faire de sa collection la pierre d'angle d'un musée français de la photographie ; il avait proposé en 1925 et en 1931 aux instances culturelles de l'état français la cession de sa collection, mais sans recevoir de réponse favorable). En 1949, cet ensemble est transféré au musée photographique George Eastman House qui vient d'être créé à Rochester[4].

- Le photographe et éditeur français François Antoine Vizzavona achète la totalité des archives photographiques du photograpge et galeriste Eugène Druet, un total de 30 000 plaques ; l'ensemble sera acheté en 1957 par la Réunion des musées nationaux et formera la base de son premier service photographique[5].

## Expositions
- Exposition de l'École Française de Photographie, organisée par Marcelle Berr de Turique, Kunstindustrimuseum, Copenhague.
- Photographies de la nature d'Eliot Porter, exposition présentée par Alfred Stieglitz dans sa galerie An American Place, New York.

## Livres de photographies
- Berenice Abbott, Changing New York, New York, EP Dutton & Co.[6].
- Dorothea Lange et Paul Schuster Taylor, An American Exodus : A Record of Human Erosion, New York, Reynal and Hitchcock, 158 p.[7].
- (en) Lucia Moholy, A hundred years of photography : 1839-1939, Harmondsworth, Penguin books, coll. « A Pelican special » (no 635), 182 p.

## Naissances
- 16 janvier : Ralph Gibson, photographe et éditeur américain, fondateur de la maison d'édition Lustrum Press.
- 22 février : Gōzō Yoshimasu, poète et photographe japonais.
- 4 mars : John Batho, photographe français, lauréat en 1977 du prix Kodak de la critique photographique.
- 18 avril : 
  - Claude Bricage, photographe français, mort le 21 mars 1992.
  - Dana Stone, photojournaliste américain connu pour son travail pour CBS, United Press International et Associated Press pendant la guerre du Viêt Nam.
- 23 juin : Ray Wilson, photographe écossais, dont l'œuvre se rattache au courant de la photographie humaniste.
- 27 juin : Antanas Sutkus, photographe lituanien, l'un des cofondateurs et président de la Société d'art photographique de Lituanie.
- 1er juillet : Francis Giacobetti, photographe de mode et réalisateur français de cinéma.
- 8 juillet : Gilles Caron, photographe et reporter de guerre français disparu au Cambodge pendant la guerre civile cambodgienne, mort le 5 avril 1970.
- 17 juillet : Stéphanie de Windisch-Graetz, artiste peintre et photographe belge, morte le 12 juillet 2019.
- 27 juillet : William Eggleston, photographe américain, ayant contribué à faire entrer la photographie couleur dans le monde de l'art.
- 2 août : Hiroji Kubota, photographe japonais, membre de l'agence Magnum Photos, spécialisé dans la photographie de l'Extrême-Orient.
- 13 août : Albert Visage, photographe et sculpteur français, lauréat en 1973 du Prix Niépce, mort le 9 septembre 2012.
- 13 septembre : Joel-Peter Witkin, photographe plasticien américain.
- 22 septembre : Hans Feurer, photographe de mode suisse, mort le 16 janvier 2024.
- 12 octobre : Carolee Schneemann, artiste plasticienne américaine multidisciplinaire, dont la  photographie, mort le 6 mars 2019.
- 15 novembre : Arturo Patten (Arthur Nathaniel Patten), photographe américain, connu pour ses portraits d'écrivains, mort le 7 mars 1999.
- 16 novembre : Paul Ferrara, photographe américain connu pour sa relation avec le chanteur Jim Morrison du groupe The Doors.
- 19 décembre : Erika Kiffl, photographe allemande, connue pour ses portraits d'artistes.
- 8 décembre : Jean Larivière, photographe animalier, cinéaste, réalisateur de télévision et écrivain naturaliste français.
- 25 décembre : Mohamed Maradji, reporter photographe marocain surnommé L'œil du Maroc ou Le photographe des Trois Rois.
- 27 décembre : Barbara Klemm, photographe allemande.
- décembre : Karol Hiller, peintre et photographe polonais, né le 6 décembre 1891.

- Date précise inconnue ou non renseignée :
  - Shigeo Anzai, photographe japonais, mort le 13 août 2020.
  - Satoshi Kuribayashi, photographe japonais, lauréat du prix Lennart-Nilsson en 2006 pour ses photographies scientifiques.
  - Josef Ritler, journaliste et photographe suisse.
  - Hiromi Tsuchida, photographe japonais, lauréat du prix Ina-Nobuo en 1978.
  - Mike Ware, chimiste et photographe britannique, connu pour son travail sur les procédés photographiques alternatifs et les méthodes anciennes de tirage photographique.
  - Hitomi Watanabe, photographe japonaise.
  - Gashō Yamamura, photographe japonais, premier lauréat du prix Ina Nobuo en 1976, mort le 28 février 1987)

## Décès
- 4 avril : Alice Hughes, photographe britannique, spécialisée dans les portraits de femmes et d'enfants et la photographie de mode, née le 31 août 1857.
- 7 avril : Mary Steen, photographe danoise, née le 28 octobre 1856.
- 29 mai : Julius Boysen, photographe américain, né le 18 décembre 1868.
- 5 juin : Christina Broom, photographe de presse écossaise, née le 28 décembre 1862.
- 1er septembre : Paul Nadar, photographe français, né le 8 février 1856.
- 23 octobre: Jean Demmeni, géographe et photographe néerlandais, né le 10 décembre 1866.
- 2 novembre : Norbert Ghisoland, photographe belge, né le 17 mars 1878.
- 13 novembre : Amador Cuesta, photographe et photojournaliste espagnol, né le 5 mars 1863.
- 12 décembre : 
  - Henri Gaden, administrateur colonial, ethnologue et photographe français, né le 24 janvier 1867.
  - Kolë Idromeno, artiste et photographe albanais, l'un des pionniers de la projection cinématographique dans son pays, né le 15 août 1860.

## Célébrations
Centenaire de naissance
- Kevork Abdullahian
- Victor Angerer
- Eugène Courret
- Louis-Émile Durandelle
- Beniamino Facchinelli
- Frederikke Federspiel
- Anatole Louis Godet
- Baron Raimund von Stillfried
- Alphonse Terpereau